# Дикман, Кристоф
Кристо́ф Ди́кман (нем. Christoph Dieckmann; род. 1960[…], Штадтхаген, Нижняя Саксония) — немецкий историк и писатель, научный сотрудник Института Фрица Бауэра. Один из ведущих экспертов по Холокосту в Литве. Лауреат международной книжной премией «Яд ва-Шем» за исследования Холокоста в декабре 2012 года за двухтомное издание «Германская оккупационная политика в Литве 1941—1944». Член Международной комиссии по оценке преступлений режима национал-социалистической и советской оккупации в Литве.

## Биография
Кристоф Дикман получил степень в области истории, социологии и экономики в университетах Гёттингенском, Иерусалимском и Гамбургском университете. В 2003 году в Фрайбургском университете под научным руководством Ульриха Герберта защитил диссертацию на соискание учёной степени доктора наук по истории по теме немецкой политике оккупации в Литве во время Второй мировой войны. 
С 2005 года он преподает современную европейскую историю в Английском университете Кила. С начала сентября 2011 по 2013 год Кристоф Дикманн работал научным сотрудником в Институте Фрица Бауэра, где провел двухлетний исследовательский проект «Стереотип еврейского большевизма». 
24 ноября 2013 года участвовал в симпозиуме «Холокост в Литве».24 марта 2014 года принял участие в международной конференции «Иудобольшевизм» в мемориале Яд Вашем.  С 22 по 23 марта 2017 года участвовал в конференции «Как начались массовые убийства: обозначить и помнить места убийств лета-осени 1941 года» в Вильнюсе, Литва.

## Публикации

### Книги
- Dieckmann C. Deutsche Bestazungspolitik in Litauen 1941—1944. Gttingen: Wallstein Verlag, 2011, два тома, 1652 с. («Оккупационная политика Германии в Литве, 1941—1944»)

### Статьи
- The War and the Killing of the Lithuanian Jews (англ.) // National Socialist Extermination Policies: Contemporary German Perspectives. — 2000. — P. 240—273. — ISBN 9781571817501.
- Предисловие к книге Руты Ванагайте и Эфраима Зуроффа «Свои».
- ÜBERLEGUNGEN ZUR DEUTSCHEN BESATZUNGSHERRSCHAFT IN OSTEUROPA 1941—1944: DAS BEISPIEL LITAUEN (нем.).